# Halil Hamid Paixà
Halil Hamid Paixà (Isparta, 1736 - Bozcaada, 1785) fou gran visir otomà entre el 31 de juliol de 1782 - 31 de març 1785, durant el regne del soldà Abdul Hamid I.